# Военные медали почёта
Военные медали почёта (яп. 従軍記章 дзюгун кисё:) — комплекс военных медалей, учреждаемых на протяжении существования Японской империи, для награждения всех военнослужащих за участие в военных операциях императорской армии. После поражения Японии во второй мировой войне, награды были фактически отменены. Создание современного эквивалента медалей невозможно, так как девятая статья конституции Японии гласит, что «японский народ на вечные времена отказывается от войны как суверенного права нации, а также от угрозы или применения вооруженной силы как средства разрешения международных споров».

## Разновидности

### Медаль за участие втайваньском походе

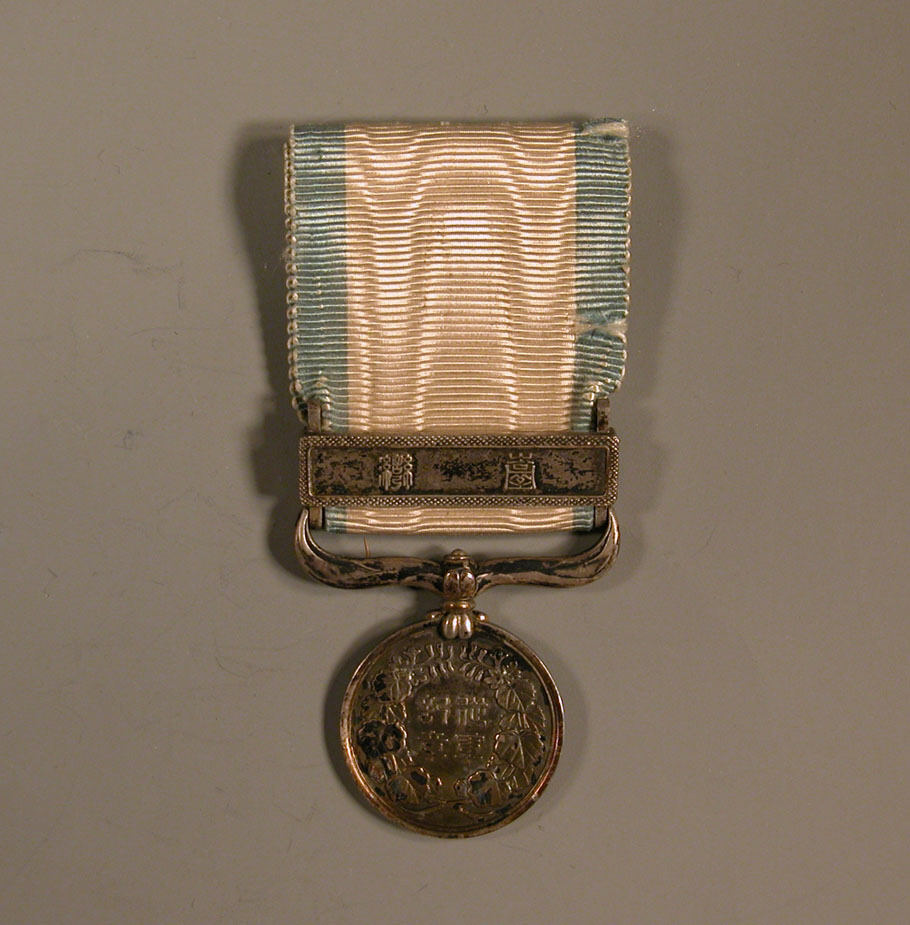
Медаль за участие в Тайваньском походе

Тайваньский поход — это военная операция императорской армии в мае — июне 1874 года на острове Тайвань, находящимся под суверенитетом китайской династии Цин. В 1872 году, игнорируя протесты китайцев, Япония фактически присоединила Рюкю к своей территории. Однако, поскольку архипелаг Рюкю сохранял формальную зависимость от Китая, японцам для придания законности присоединению этих островов необходимо было официальное согласие Пекина. Для достижения этой цели Токио использовал инциденты с убийствами японских подданных (команды торговой джонки государства Рюкю) тайваньскими аборигенами. Японские войска захватили юг острова и требовали от династии Цин взять на себя ответственность за убийства. Благодаря посредничеству Великобритании Япония вывела свои войска в обмен на уплату китайцами репараций.
Медаль была учреждена декретом от 10 апреля 1875 года и стала первой японской военной наградой. Вначале она называлась «Жетон за военный поход» (дзюгун хай), а в 1876 году была переименована в «Медаль за военный поход» (дзюгун кисё). Изготовлена из серебра. На аверсе в обрамлении веток павловнии — надпись из четырёх иероглифов «медаль за военный поход».
На реверсе — «седьмой год эпохи Мэйдзи и первый год собаки», что означает 1874 год. Медаль соединена с лентой серебряной подвеской на шарнирах, к которой крепится серебряная планка с двумя иероглифами, означающими «Тайвань». Предполагалось, что эта награда будет использована как основная медаль для будущих военных кампаний. Поэтому подвеска изготовлена таким образом, чтобы к ней можно было крепить дополнительные планки. Лента — из белого шелка с зелеными краями. Перекликается с цветами ленты Ордена Восходящего солнца, однако место красного цвета здесь занимает зелёный.

### Медаль за участие вяпоно-китайской войне

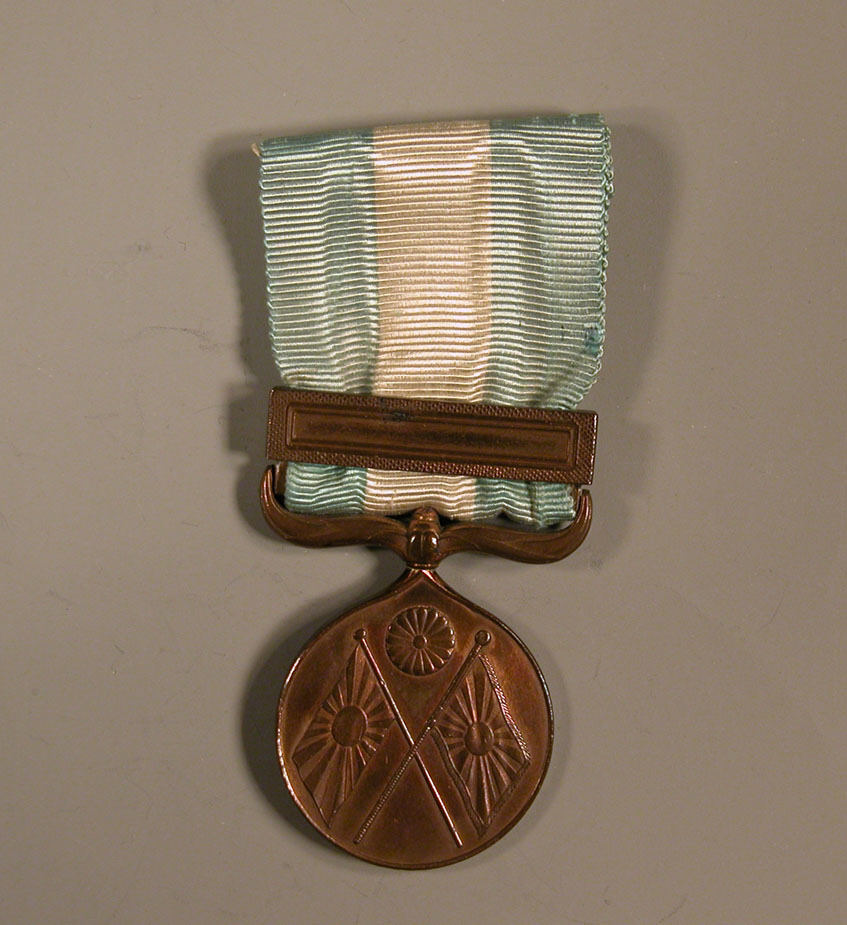
Медаль за участие в японо-китайской войне

Японо-китайская война — военный конфликт против китайской империи Цин с целью установления контроля над Кореей (номинально являвшейся вассальной по отношению к империи Цин страной) и проникновения в Маньчжурию и Китай. В результате конфликта Япония захватила Корею, а также некоторые острова и территории материкового Китая. По инициативе цинского Китая, с Японией был заключён симоносекский договор, по которому Китай признавал самостоятельность Кореи, что благоприятствовало японской экспансии в Корее; передавал Японии навечно остров Тайвань, острова Пэнху и Ляодунский полуостров; уплачивал контрибуцию в 200 млн лян; и пр. Война явилась предтечей тройственной интервенции и колониального раздела Китая западными странами, Россией и Японией.
Медаль была учреждена императорским указом № 143 от 9 октября 1895 года. 300 тыс. медалей были отчеканены на Монетном дворе в Осаке в 1896—1897 годах из бронзы захваченных китайских орудий.
Медаль сужена в верхней части к ушку. На аверсе изображены два скрещенных флага — армейский и морской — с цветком хризантемы над ними. На реверсе — дата «Мэйдзи 27-8 гг.» по окружности и надпись в центре — «Военная медаль» (дзюгун кисё). Лента — шелковая муаровая, зелено-бело-зеленая.

### Медаль за участие в подавлениибоксёрского восстания

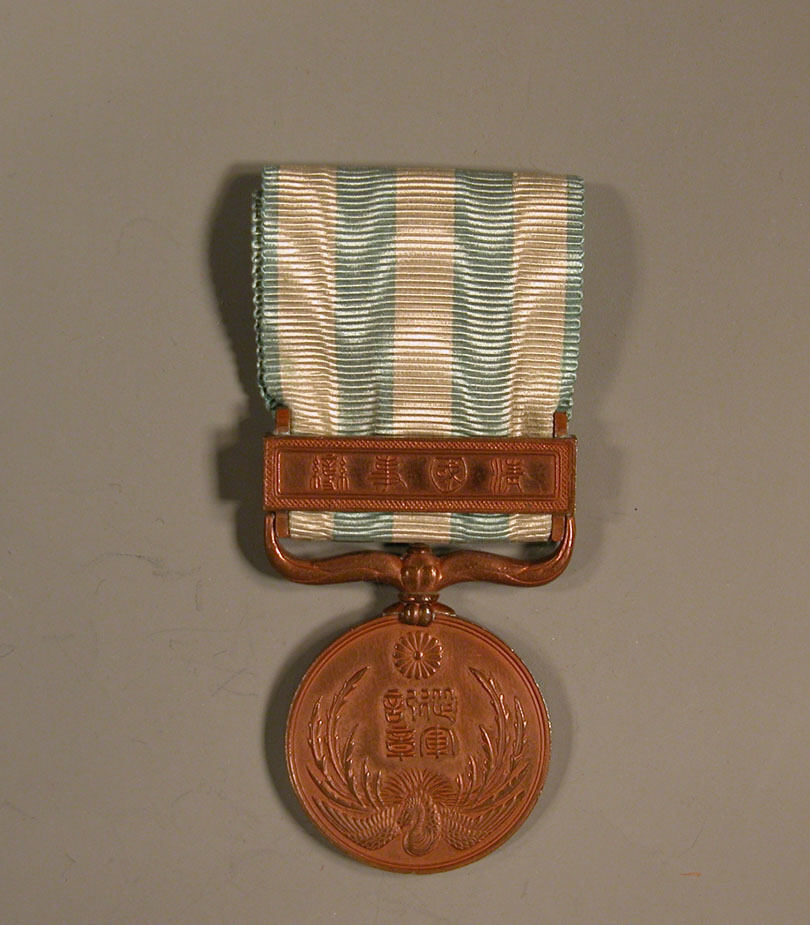
Медаль за подавление боксёрского восстания

Боксёрское восстание — это акция сопротивления ихэтуаней (буквально — «отрядов гармонии и справедливости») против иностранного вмешательства в экономику, внутреннюю политику и религиозную жизнь Китая с 1898 года (официально о начале восстания было объявлено в 1899 году) по 1901 год. Сначала пользовалось поддержкой властей Китая, но через некоторое время императрица Цыси перешла на сторону Альянса восьми держав, который и подавил восстание. В числе этих держав была и Япония.
В результате разгрома восстания Китай попал в ещё бо́льшую зависимость от иностранных государств, что сказалось на его политическом и экономическом развитии в первой половине XX века.
Медаль учреждена императорским указом № 142 от 21 апреля 1901 года, для награждения военнослужащих, членов дипломатической миссии в Пекине и тех, кто обеспечивал действия военной экспедиции, оставаясь на территории Японии. Медалью могли быть награждены и иностранные военнослужащие, но документальных данных об этом нет. Медаль, покрытая медью, чеканилась из бронзы. На аверсе — в верхней части цветок хризантемы, в центре аверса — четыре иероглифа «Военная медаль» (дзюгун кисё). В нижней части — «птица Хоо». На реверсе медали надпись из 11 иероглифов — «Великая японская империя, 33-й год Мэйдзи» (1900 год). Подвеска медали — на шарнире. На планке, присоединенной к подвеске, надпись из 4 иероглифов: «Китайский инцидент» (Синкоку дзихэн).
Лента из муарового шелка с зелеными полосами по бокам, тремя продольными белыми полосами, между ними — две зеленые полосы.

### Медаль за участие врусско-японской войне

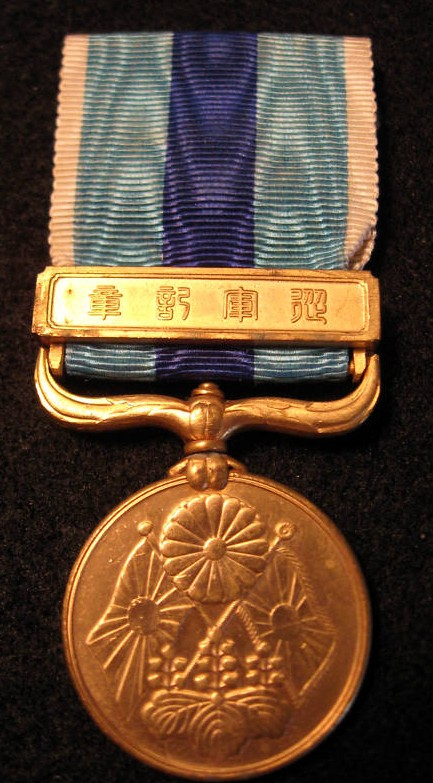
Медаль за участие в русско-японской войне

Русско-японская война — это военный конфликт Российской и Японской империями за контроль над Маньчжурией и Кореей. Война явилась следствием столкновений колониальных интересов на территории Китая. Нападение японского флота на русскую эскадру на внешнем рейде Порт-Артура в ночь на 27 января 1904 года привело к выводу из строя нескольких сильнейших кораблей русской эскадры и обеспечило беспрепятственную высадку японских войск в Корее в феврале 1904 года. В мае 1904 года, благодаря бездействию русского командования, японцы провели высадку войск на Квантунский полуостров и перерезали железнодорожное сообщение Порт-Артура с Россией. Осада Порт-Артура была начата японскими войсками уже к началу августа 1904 года, а 20 декабря 1904 года гарнизон крепости был принуждён к сдаче. Остатки русской эскадры в Порт-Артуре были потоплены осадной артиллерией японцев либо взорваны собственным экипажем. В феврале 1905 года японцы заставили отступить русскую армию в генеральном сражении при Мукдене, а 14 мая 1905 — 15 мая 1905 года в Цусимском сражении нанесли поражение русской эскадре, переброшенной на Дальний Восток с Балтики. Причинами неудач русских армий и флота явились незавершённость военно-стратегической подготовки, удалённость театра военных действий от главных центров страны и армии, чрезвычайная ограниченность сетей коммуникаций и технологическое отставание царской России от своего противника. В результате поражений, в России возникла и развилась революционная ситуация. Война завершилась Портсмутским миром, подписанным 23 августа 1905 года и зафиксировавшим уступку Россией Японии южной части Сахалина и своих арендных прав на Ляодунский полуостров и Южно-Маньчжурскую железную дорогу.
Медаль учреждена императорским указом № 51 от 31 марта 1906 года. Медаль изготовлена из светлой бронзы. На аверсе изображены два скрещенных флага — армейский и морской, над ними — цветок хризантемы, под ними — цветок павловнии. На реверсе обрамлённый ветвями пальмы и лавра, японский шит, с надписью иероглифами — «Военная кампания 37-38 годов Мэйдзи» (1904—1905 гг.) (Мэйдзи 37-38 нэн сэнъэки). Подвеска — шарнирного типа, с планкой, с надписью «Военная медаль» (дзюгун кисё). Лента из муарового шелка, зелёная с белыми краями, с добавлением голубой полосы по центру, символизирующей военные победы на море.

### Медали за участие вмировой войне
Япония принимала участие в Первой мировой войне на стороне Антанты. В действительности же в Токио, быстро оценив обстановку, поняли, что силы всех европейских держав оказались скованными войной в Европе. В этих условиях Япония получала широкие возможности для развития своей экспансии на Дальнем Востоке. Участие Японии в этой войне имело свою специфику. Японская армия была построена по прусскому образцу и обучена германскими офицерами; японский флот создавался с помощью Великобритании и обучался на английский манер. Всё это служило источником постоянных споров в японском руководстве. Обычный японец же при этом вообще не понимал, зачем нужно воевать: в Японии никто не чувствовал никакой угрозы со стороны Германии. Поэтому японское правительство, поддерживая Антанту, старалось не давать общественности слишком много информации о войне. Крестьяне даже не подозревали, что их страна ведёт войну.
Медали учреждены в память участия Японии участие в первой мировой войне. Это фактически одна и та же медаль, но первая имеет более глубокий рельеф. На аверсе изображены скрещенный армейский и морской флаги с цветком хризантемы над ними и листом павловнии ниже. Награждения одного лица обеими вышеуказанными медалями осуществлялись, но в этом случае ношению подлежала вторая медаль. Впрочем, как показывают фотографии, это правило соблюдалось далеко не всегда, так как военнослужащие рассматривали эти кампании как два самостоятельных боевых эпизода.

#### Медаль за кампанию 1914—1915 годов
15 августа 1914 года японское правительство предъявило Германии ультиматум с требованием «без всяких условий и без всякой компенсации» передать арендуемую в китайской провинции Шаньдун территорию Цзяочжоу с военно-морской базой Циндао «в целях возвращения Китаю». Весь германский военный флот должен был быть выведен из китайских и японских территориальных вод, а оставшиеся корабли разоружены. Для ответа был дан срок восемь дней. Японское правительство заявляло, что это «дружеское предложение» без целей территориальной экспансии. Германия оставила ультиматум без ответа, и 23 августа 1914 года. Япония объявила ей войну.
Медаль была учреждена императорским указом № 203 от 6 ноября 1915 года, для награждения участников захвата немецкой колонии в Циндао и тихоокеанских островов, принадлежащих Германии, в период с 1914 по 1915 год. Медаль чеканилась из темной бронзы. На реверсе — семь иероглифов надписи «Тайсё 3-4-гг. Война» (тайсё санён нэн сэнъэки). На планке подвески четыре иероглифа надписи «Военная медаль». Лента — темно-синего цвета с белой полоской в центре.

#### Медаль за кампанию 1914—1920 годов
4 апреля 1918 года во Владивостоке произошло убийство двух японских служащих коммерческой компании. 5 апреля, японцы под предлогом защиты японских подданных высадили в городе десант. Вслед за японцами во Владивостоке высадились и войска других стран. 29 июня 1918 года с помощью мятежных чешских военнопленных была свергнута советская власть.
Военные действия союзных сил возглавил японский генерал Отани. Численность японского контингента осенью 1918 года достигла 72 тысяч человек (американский экспедиционный корпус насчитывал 10 тысяч человек, войска других стран — 28 тысяч). Под покровительством Японии, США, Франции и Англии в Маньчжурии формировались белогвардейские отряды Семенова, Калмыкова и Орлова, в Даурии отряд барона Унгерна. К октябрю 1918 года японские войска оккупировали Приморье, Приамурье и Забайкалье.
К лету 1922 года 15 капиталистических государств де-юре или де-факто признали советское государство. Недовольство интервенцией в Японии, угроза военного разгрома японской армии частями народно-революционной армии и партизан, наступавшими на Владивосток, вынудили японское командование подписать соглашение о выводе своих войск с Дальнего Востока. 25 октября 1922 года Владивосток был освобожден. Японские войска остались только на Северном Сахалине, до подписания Советско-японской конвенции 1925 года об установлении дипломатических отношений. В ходе оккупации Япония увеличила свои золотовалютные резервы, незаконно присвоив значительную часть российского золота.
Медаль учреждена императорским указом № 41 от февраля 1920 года, для награждения японцев, участвовавших в сражениях мировой войны в 1917—1918 годов в Средиземноморье, интервенции в Сибирь в 1917 году и оккупации Владивостока до 1922 года с формулировкой «за участие в военной кампании 1914—1920 гг.» На реверсе десять иероглифов — «За военную кампанию 3-9 годов эпохи Тайсё» (Тайсё саннэн найси кюнэн сэнъэки) (1914—1920 гг.). Хризантема на аверсе диаметром чуть больше, чем на первой медали. После февраля 1920 года чеканились медали только нового типа.

### Медаль Победывмировой войне

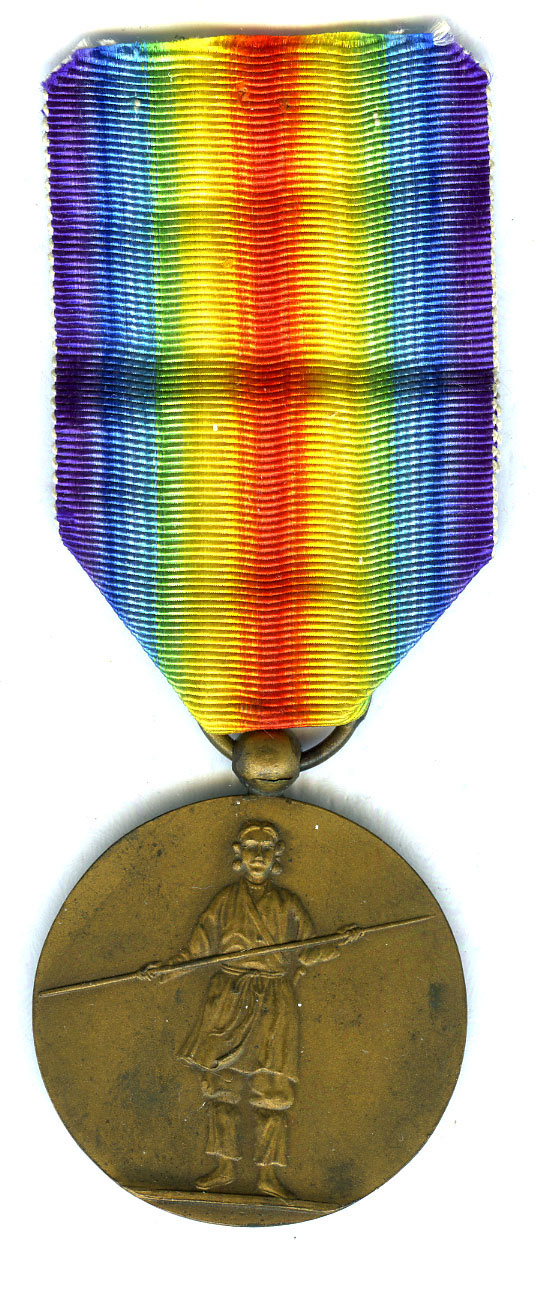
Медаль победы

Инициатива учреждения общей для стран Антанты медали Победы исходила от французского маршала Фоша. Медали должны были изготавливаться из бронзы. На аверсе предполагалось наличие фигуры Победы с крыльями на спине, а на реверсе — названий государств или их гербов, а также девиза «Великая война во имя цивилизации» на языке соответствующей страны. Цвет ленты должен был формироваться из двух радуг, соединявшихся в центре красной продольной полосой.
Японская медаль Победы чреждена императорским указом № 406 от 17 сентября 1920 года. Поскольку фигура крылатой Победы не имела смыслового значения для японцев, вместо неё на медали была изображена фигура древнего легендарного персонажа-божества Такэмикадзути с мечом, сына древнего бога Идзанаги, который победил своих братьев в борьбе за Японию, на реверсе — изображения контуров цветка сакуры, внутри них — земной шар, окруженный флагами Японии, Соединённых Штатов, Англии, Италии и Франции. Название каждой страны также обозначено соответствующим иероглифом. Кроме того, имеются надпись «и другие союзники и объединенные нации», а по краям — иероглифы, означающие «Великая война во имя защиты цивилизации, с 3-го года Тайсё по 9-й год Тайсё». Лента — в цветах радуги с двух сторон, в центре имеет вертикальную красную полосу, а по краям — узкие белые полоски. Жёлтая полоса на ленте немного бледнее, чем на лентах медалей Победы большинства других стран.

### Медаль за участие вманьчжурском инциденте

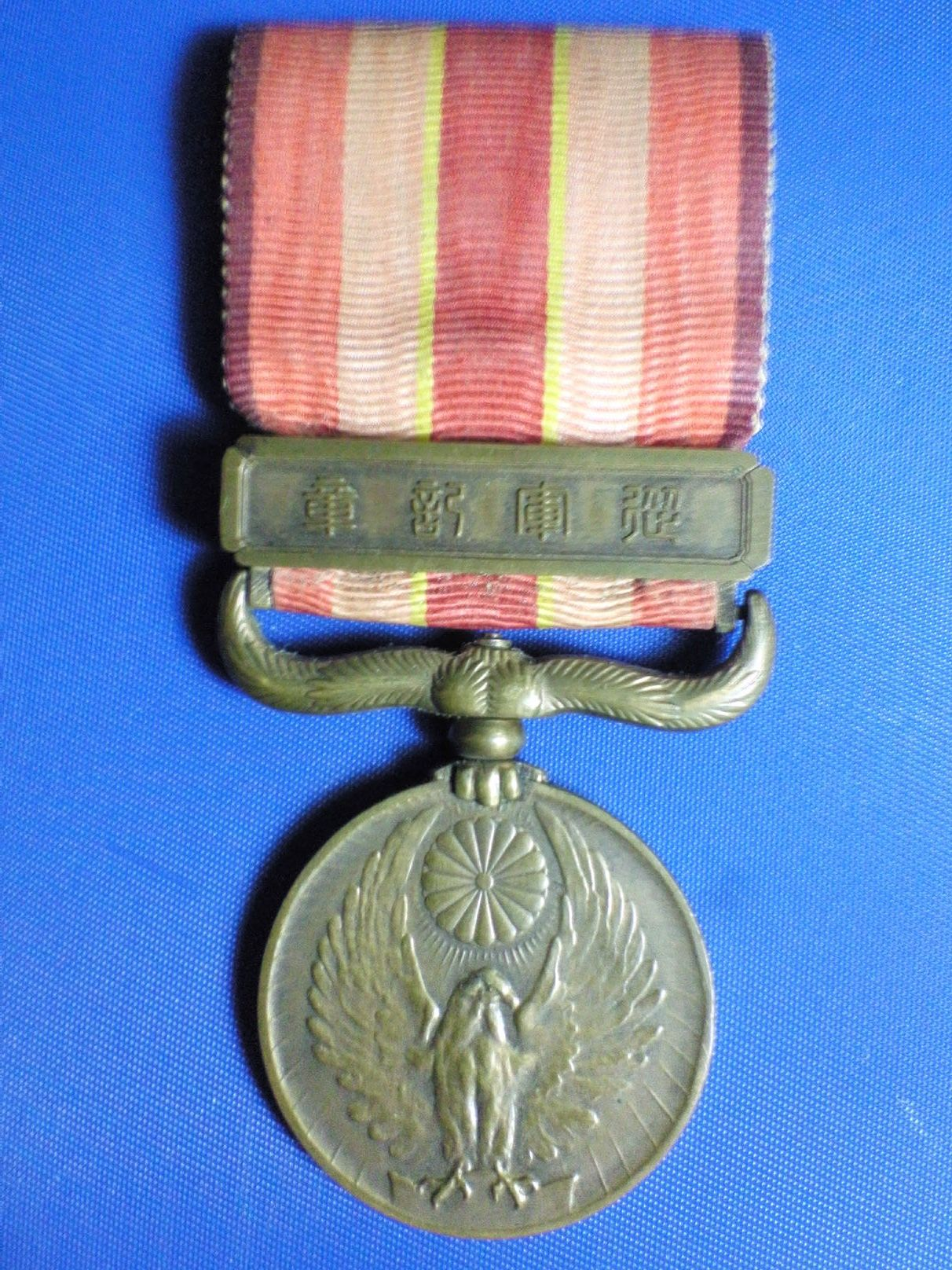
Медаль за участие в манчжурском инциденте

Японская интервенция в Маньчжурию проходила в 1931—1932 годах и характеризовалась захватом северо-восточной территории Китая японскими войсками с последующим восстановлением маньчжурской династии Цин в новообразованном государстве Маньчжоу-го.
Официально никакая война не объявлялась, так что эта и последующие войны именовались в Японии «инцидентами».
Конфликт является предысторией и составной частью японо-китайской войны 1937—1945 годов.
Эта медаль учреждена Императорским Указом № 255 от 23 июля 1934 года. Медаль чеканилась из бронзы. На планке подвески — четыре иероглифа надписи «Военная медаль» (дзюгун кисё). На аверсе изображен Золотой коршун на фоне расходящихся солнечных лучей и вверху — цветок хризантемы. На реверсе изображены армейская и матросская каски на фоне цветка сакуры и десять иероглифов надписи «Сёва с 6-го года по 9-й год. Инцидент». Лента — шелковая муаровая, полоски от краев к центру — темно-коричневая, светло-коричневая, кремовая, золотая, в центре — темно-коричневая.

### Медаль за участие вкитайском инциденте

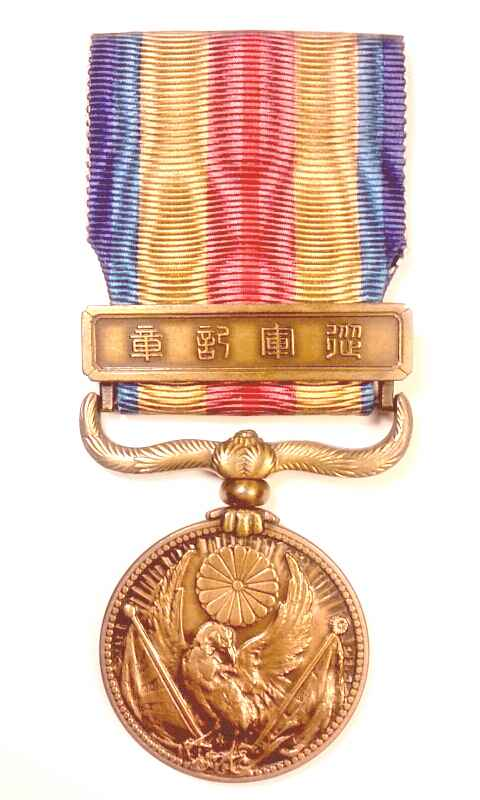
Медаль за участие в китайском инциденте

7 июля 1937 года на мосту Лугоуцяо (Марко Поло) к юго-западу от Пекина произошла стычка между подразделением японской Гарнизонной армии (размещенной вдоль железной дороги Пекин-Тяньцзинь и ротой гоминьдановских войск, охранявших мост. Скорее всего, это была рассчитанная японская провокация. Китайцы отбили нападение, убив нескольких японцев. Этот инцидент послужил для японцев поводом для начала боевых действий сначала в полосе ответственности Гарнизонной армии, расположенной, строго говоря, на подконтрольной Гоминьдану территории, а затем и на всей территории Китая.
С 1937 по 1941 годы Китай сражался, опираясь на помощь США и СССР, заинтересованных в затягивании Японии в «болото» войны в Китае. После нападения японцев на Пёрл-Харбор вторая японо-китайская война стала частью Второй мировой войны.
Медаль была учреждена императорским указом № 496 от 27 июля 1939 года, дополнена указом № 418 от 1944 года и отменена распоряжением правительства в 1946 году. Медаль вручалась участникам боевых действий в Китае, а во время Второй мировой войны вручалась участникам всех боевых действий со стороны японских вооружённых сил. Считается, что это самая массовая военная медаль почёта. Медаль изготовлена из бронзы. На аверсе изображено существо «отважный ворон» (ята-но-карасу), сидящий на скрещенных армейском и военно-морском флагах. Позади него расходятся лучи света, а сверху расположена хризантема. На реверсе видны выполненные в классическом китайском стиле изображения гор, облаков и морских волн, символизирующих соответственно Северный Китай, Центральный Китай и Жёлтое море. Надпись на обороте медали: «Китайский инцидент».
Лента из муарового шелка, с полосами: голубая (море и военно-морские силы), светло-голубая (небо и военно-воздушные силы), желтовато-коричневая (желтая почва Китая, сухопутные силы), темно-розовая (земля Китая, орошенная кровью) и ярко-красная (кровь и верность). Лента для планок с розовыми полосами, переходящими в коричневые.

### Медаль за участие ввеликой восточно-азиатской войне
Великая восточно-азиатская война, как называли в Японии тихоокеанский фронт второй мировой войны, началась японской атакой на Перл-Харбор 7 декабря 1941 года и закончилась подписанием акта о капитуляции в Токио 2 сентября 1945 года. Большинство японцев узнали о её начале, когда 8 декабря 1941 года в 7 часов утра по радио было передано экстренное сообщение императорской ставки о «сокрушительном ударе» по американским ВМС и ВВС на Гавайях.
Учреждена императорским указом № 417 от 21 июня 1944 года. Осакский монетный двор изготовил 10 000 медалей, однако число награждений было незначительным. После капитуляции Японии оставшиеся медали были уничтожены по распоряжению оккупационных властей, и теперь она считается исключительно редкой.
Медаль изготовлена из оловянного сплава серого цвета. По центру аверса расположен цветок хризантемы на скрещенных японских мечах, наложеных на восьмиконечную звезду с расходящимися лучами. По краю медали — орнамент из цветков сакуры. На реверсе — щит традиционной японской формы с надписью иероглифами: «Великая Восточно-Азиатская война». Медаль прикреплена к подвеске, имитирующей ветви бамбука. На ленте медали — планка из того же металла с традиционной надписью иероглифами «Военная медаль» (дзюгун кисё), которые идут слева на право. Лента медали из муарового шелка, зеленовато-горохового цвета с тремя симметрично расположенными продольными полосками, идущими от каждого из краев — темно-голубая и темно-зеленая, символизирующих соответственно: военно-морские силы, авиацию и сухопутные силы. На планках лента из немуарового шелка.